# Archibaccharis
 Archibaccharis  Heering, 1904  è un genere di piante angiosperme dicotiledoni della famiglia delle Asteraceae, sottofamiglia Asteroideae, tribù Astereae (Baccharis lineage) e sottotribù Baccharidinae.

## Etimologia
L'etimologia del nome di questo genere è formato da due parole: "archi" che in greco antico significa "inizio, originale, primitivo" e la parola "baccharis" che allude al dio greco/romano Bacco (o Baccharis) Questa etimologia comunque è incerta in quanto Linneo non ha spiegato la derivazione di questo nome che è stato pubblicato nel suo Species Plantarum nel 1753.
Il nome scientifico del genere è stato definito dal botanico Wilhelm Christian August Heering (1876-1916) nella pubblicazione " Jahrbuch der Hamburgischen Wissenschaftlichen Anstalten. Hamburg" (  Jahrb. Hamburg. Wiss. Anst. 21, Beiheft 3: 40) del 1904.

## Descrizione
Portamento. Le specie di questo genere hanno un habitus di tipo erbaceo perenne oppure arbustivo o rampicante, funzionalmente dioico (le infiorescenze sono unisessuali oppure ginomonoiche vestigiali), con ghiandole stipitate o sessili.
Fusto. La parte aerea è eretta diritta o a zig-zag, semplice o ramosa. 
Foglie. Le foglie sono disposte in modo alternato, picciolate o sessili. La lamina è intera con varie forme perlopiù lanceolate. La superficie è percorsa da 1 – 3 nervi.
Infiorescenza. Le sinflorescenze sono composte da diversi capolini raccolti in formazioni corimbose. Le infiorescenze vere e proprie sono composte da un capolino terminale o ascellare peduncolato normalmente di tipo disciforme. I capolini sono formati da un involucro, con forme campanulate, composto da diverse brattee, al cui interno un ricettacolo fa da base ai fiori. Le brattee, non carenate e a consistenza erbacea, sono disposte in modo più o meno embricato e scalato su 3 - 5 serie. Il ricettacolo in genere è nudo ossia senza pagliette a protezione della base dei fiori; la forma è piatta o da convessa a conica.
Fiori.  I fiori sono tetra-ciclici (formati cioè da 4 verticilli: calice – corolla – androceo – gineceo) e pentameri (calice e corolla formati da 5 elementi). Si distinguono su capolini di due tipi:
- capolini femminili: i fiori esterni sono femminili (radiati o tubolari), quelli centrali appaiono bisessuali con antere e acheni normalmente sterili;
- capolini maschili: con le parti fertili sterili.

- Formula fiorale:

*/x K {\displaystyle \infty }, [C (5), A (5)], G 2 (infero), achenio
- Calice: i sepali del calice sono ridotti ad una coroncina di squame.

- Corolla: 
  - fiori del raggio: la forma della corolla alla base è tubulosa, mentre all'apice è filiforme-ligulata; il colore è bianco;
  - fiori del disco: la forma è tubulare divaricata in 5 lobi; i lobi, patenti o eretti, hanno una forma deltata o più o meno lanceolata; il colore normalmente è bianco.

- Androceo: l'androceo è formato da 5 stami sorretti da filamenti generalmente liberi; gli stami sono connati e formano un manicotto circondante lo stilo; le teche (produttrici del polline) alla base sono troncate e sono lievemente auricolate (molto raramente sono speronate o hanno una coda); le appendici apicali delle antere hanno delle forme piatte e lanceolate; il tessuto endoteciale (rivestimento interno dell'antera) è quasi sempre polarizzato (con due superfici distinte: una verso l'esterno e una verso l'interno). Il polline è sferico con un diametro medio di circa 25 micron;  è tricolporato (con tre aperture sia di tipo a fessura che tipo isodiametrica o poro) ed è echinato (con punte sporgenti).[13][5]

- Gineceo: l'ovario è infero uniloculare formato da 2 carpelli.[9] Lo stilo (il recettore del polline) è profondamente bifido (con due stigmi divergenti) e con le linee stigmatiche marginali separate.[15] I due bracci dello stilo hanno una forma lanceolata a deltoide e possono essere papillosi o ricoperti da ciuffi di peli.

Frutti. I frutti sono degli acheni con pappo:
- achenio: è piccolo e di colore marrone chiaro; la forma da ovata a oblunga compressa con 2 - 5 coste (o nervi) longitudinali;
- pappo: è composto da setole disposte su una serie.

## Biologia
Impollinazione: l'impollinazione avviene tramite insetti (impollinazione entomogama tramite farfalle diurne e notturne).

Riproduzione: la fecondazione avviene fondamentalmente tramite l'impollinazione dei fiori (vedi sopra).

Dispersione: i semi (gli acheni) cadendo a terra sono successivamente dispersi soprattutto da insetti tipo formiche (disseminazione mirmecoria). In questo tipo di piante avviene anche un altro tipo di dispersione: zoocoria. Infatti gli uncini delle brattee dell'involucro (se presenti) si agganciano ai peli degli animali di passaggio disperdendo così anche su lunghe distanze i semi della pianta. Inoltre per merito del pappo il vento può trasportare i semi anche a distanza di alcuni chilometri (disseminazione anemocora).

## Distribuzione e habitat
Le specie di questo genere sono distribuite in America centrale e meridionale.

## Sistematica
La famiglia di appartenenza di questa voce (Asteraceae o Compositae, nomen conservandum) probabilmente originaria del Sud America, è la più numerosa del mondo vegetale, comprende oltre 23.000 specie distribuite su 1.535 generi, oppure 22.750 specie e 1.530 generi secondo altre fonti (una delle checklist più aggiornata elenca fino a 1.679 generi). La famiglia attualmente (2021) è divisa in 16 sottofamiglie; la sottofamiglia Asteroideae è una di queste e rappresenta l'evoluzione più recente di tutta la famiglia.

### Filogenesi
La tribù Astereae (una delle 21 tribù della sottofamiglia Asteroideae) comprende circa 40 sottotribù. In base alle ultime ricerche nella tribù sono stati individuati (provvisoriamente) 5 principali lignaggi:
- Basal grade: include alcuni generi isolati, il gruppo "South American-Oceania",  alcune sottotribù africane e il gruppo dei generi legnosi del Madagascar.
- Bellis lineage: comprende le sottotribù eurasiatiche e una sottotribù africana.
- Aster lineage: include i generi asiatici di Asterinae e i principali gruppi dell'Australia e dell'Oceania.
- Baccharis lineage: include alcuni gruppi sudamericani.
- North American lineage: include la vasta gamma di sottotribù del Nordamerica, Messico e alcuni gruppi distribuiti nel Sudamerica.

Il genere  Archibaccharis (insieme alla sottotribù Baccharidinae) è incluso nel lignaggio "Baccharis lineage" relativo agli areali del Sud America. La sottotribù Baccharidinae è divisa in 9 gruppi. Il genere di questa voce è incluso nel " Archibaccharis group".
I caratteri distintivi del genere sono:
- il portamento è arbustivo dioico;
- i capolini femminili possiedono al centro pochi fiori funzionalmente maschili.

Il numero cromosomico delle specie di questo genere è: 2n = 18.

### Elenco delle specie
Questo genere ha 37 specie:
- Archibaccharis aequivenia  (S.F.Blake) D.L.Nash
- Archibaccharis albescens  (J.D.Jacks.) G.L.Nesom
- Archibaccharis almedana  G.L.Nesom
- Archibaccharis androgyna  S.F.Blake
- Archibaccharis asperifolia  S.F.Blake
- Archibaccharis auriculata  (Hemsl.) G.L.Nesom
- Archibaccharis blakeana  Standl. & Steyerm.
- Archibaccharis breedlovei  G.L.Nesom
- Archibaccharis caducifolia  Rzed.
- Archibaccharis campii  S.F.Blake
- Archibaccharis corymbosa  S.F.Blake
- Archibaccharis flexilis  S.F.Blake
- Archibaccharis hieracioides  S.F.Blake
- Archibaccharis hirtella  Heering
- Archibaccharis intermedia  (S.F.Blake) B.L.Turner
- Archibaccharis irazuensis  S.F.Blake
- Archibaccharis jacksonii  S.D.Sundb.
- Archibaccharis linearilobis  J.D.Jacks.
- Archibaccharis lucentifolia  L.O.Williams
- Archibaccharis macdonaldii  G.L.Nesom
- Archibaccharis nephocephala  G.L.Nesom
- Archibaccharis nicaraguensis  G.L.Nesom
- Archibaccharis panamensis  S.F.Blake
- Archibaccharis peninsularis  S.F.Blake
- Archibaccharis pringlei  S.F.Blake
- Archibaccharis salmeoides  (S.F.Blake) S.F.Blake
- Archibaccharis schiedeana  (Benth.) J.D.Jacks.
- Archibaccharis serratifolia  S.F.Blake
- Archibaccharis simplex  S.F.Blake
- Archibaccharis standleyi  S.F.Blake
- Archibaccharis subsessilis  S.F.Blake
- Archibaccharis taeniotricha  (S.F.Blake) G.L.Nesom
- Archibaccharis trichotoma  (Klatt) G.L.Nesom
- Archibaccharis tuxtlensis  G.L.Nesom
- Archibaccharis venturana  G.L.Nesom
- Archibaccharis veracruzana  G.L.Nesom
- Archibaccharis vulneraria  (Baker) Heering ex Malag.

### Sinonimi
Sono elencati alcuni sinonimi per questa entità:
- Hemibaccharis S.F.Blake